# Royal Danish Playhouse
The Royal Danish Playhouse (en danois : Skuespilhuset) est une salle de spectacles pour le Théâtre royal danois, situé dans le quartier de Frederiksstaden au centre de Copenhague, au Danemark. Le bâtiment est un complément de l'ancien théâtre de 1874 sur Kongens Nytorv et de l'Opéra de Copenhague de 2004, qui sont utilisés pour le ballet et l'opéra .
Le Royal Playhouse a été conçu par le cabinet danois Lundgaard & Tranberg et a reçu le prix d'architecture RIBA en 2008, ainsi qu'un Red Dot Design Award pour la conception des chaises.

## Bâtiment
Lancé en 2002, le projet est inauguré en 2008. Le théâtre est construit en briques longues, minces et de couleur brun foncé, spécialement développées pour le projet. L'extérieur est dominé par un étage supérieur vitré avec des bureaux et des installations d'arrière-scène pour les acteurs. Au-dessus de la bande de verre se trouve le cube de la scène recouvert de cuivre foncé.
Le hall vitré face à l'eau s'étend sur toute la longueur du bâtiment. Il offre une vue panoramique sur le port et abrite un restaurant et un café.
Environ 40 % du bâtiment surplombe l'eau. Une promenade du front de mer mène à l'entrée et fait le tour de la salle de spectacle, détournant les piétons sur une passerelle surélevée de 150 m de long recouverte de planches de chêne rustiques placées sur des colonnes tordues de style vénitien créant ainsi une sensation de flottement.
La salle de forme circulaire possède 650 places. Un système de refroidissement par eau de mer permet une économie d'énergie.

## Galerie

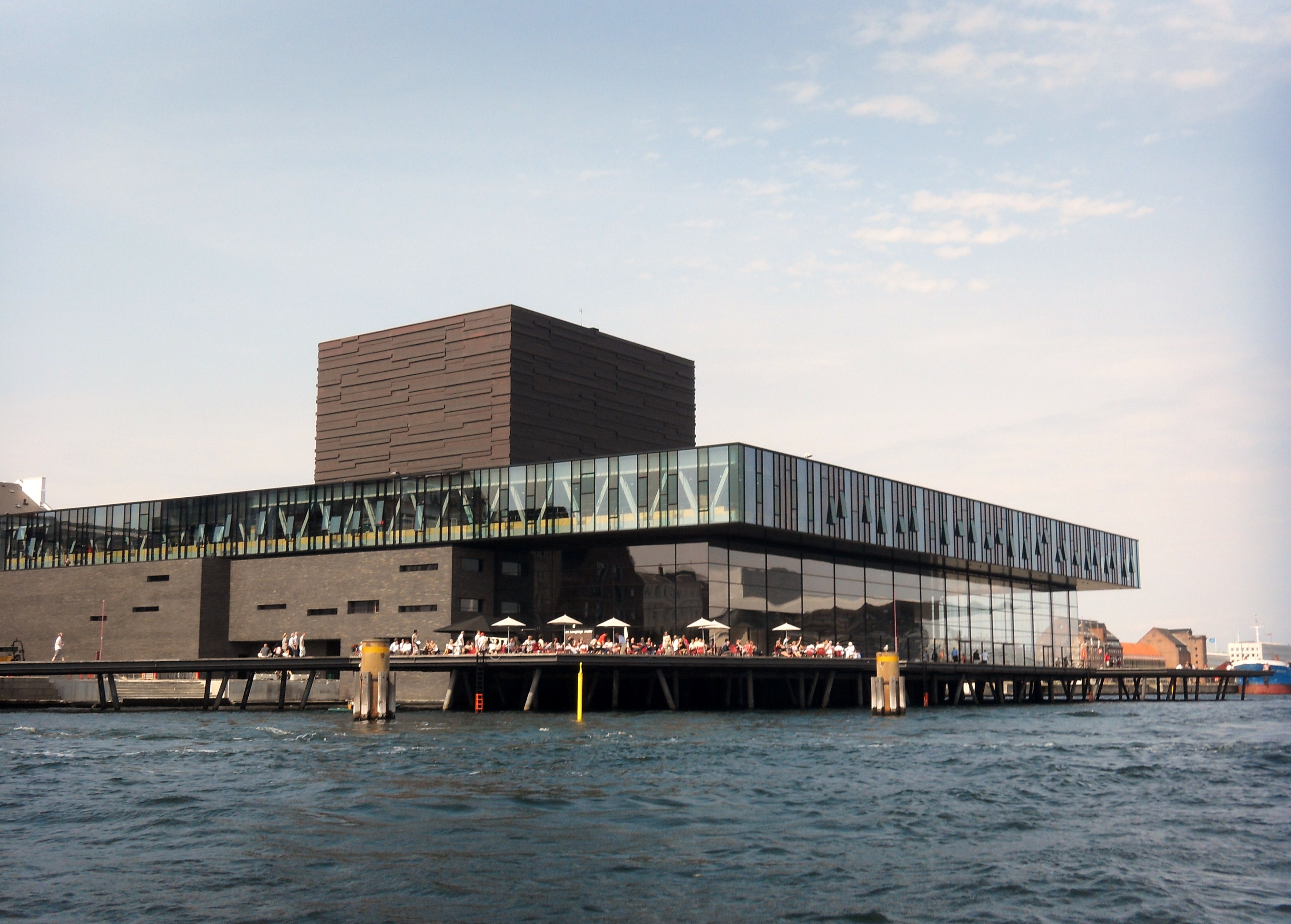
Vue d'ensemble
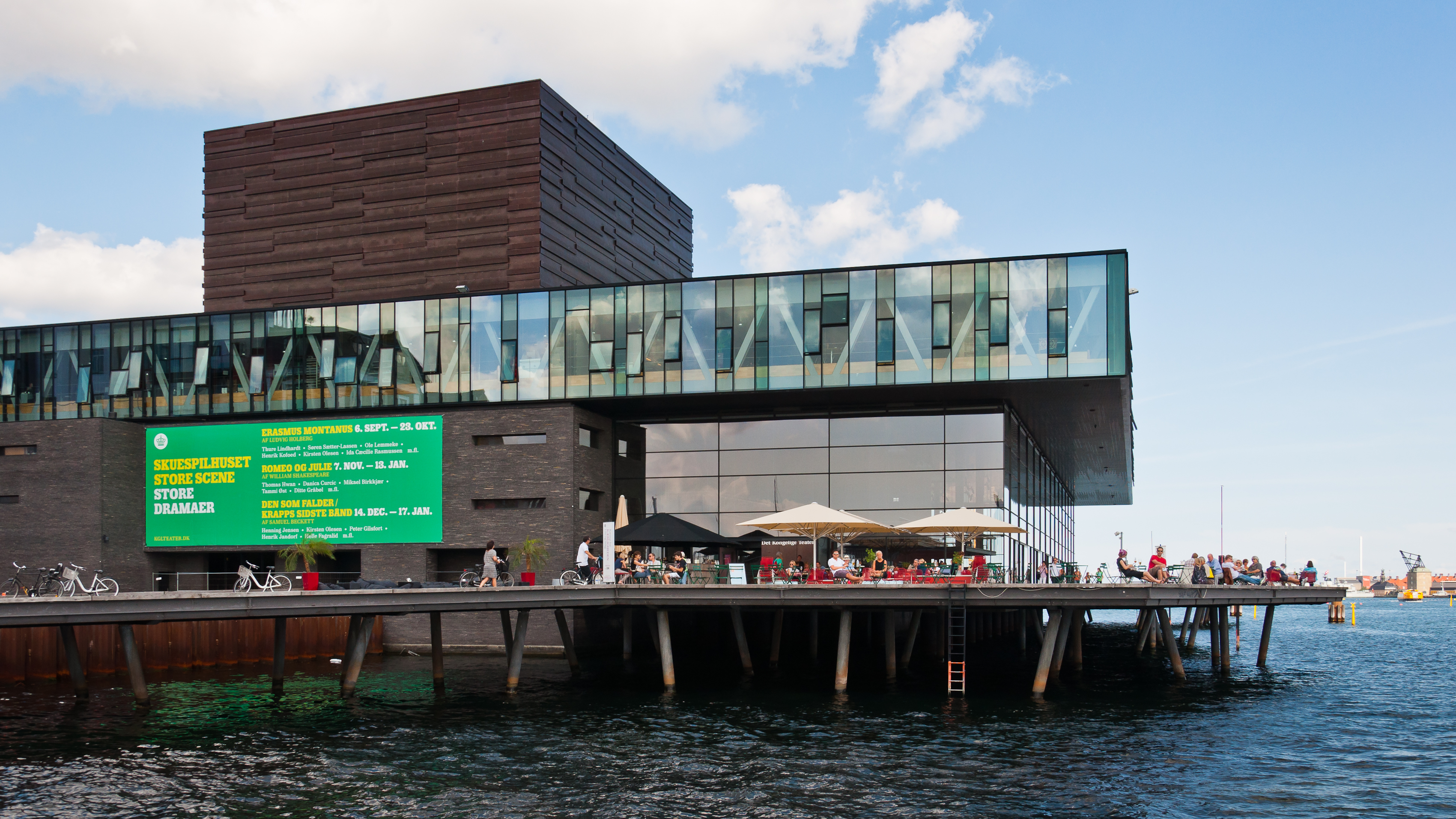
La plateforme au-dessus de l'eau
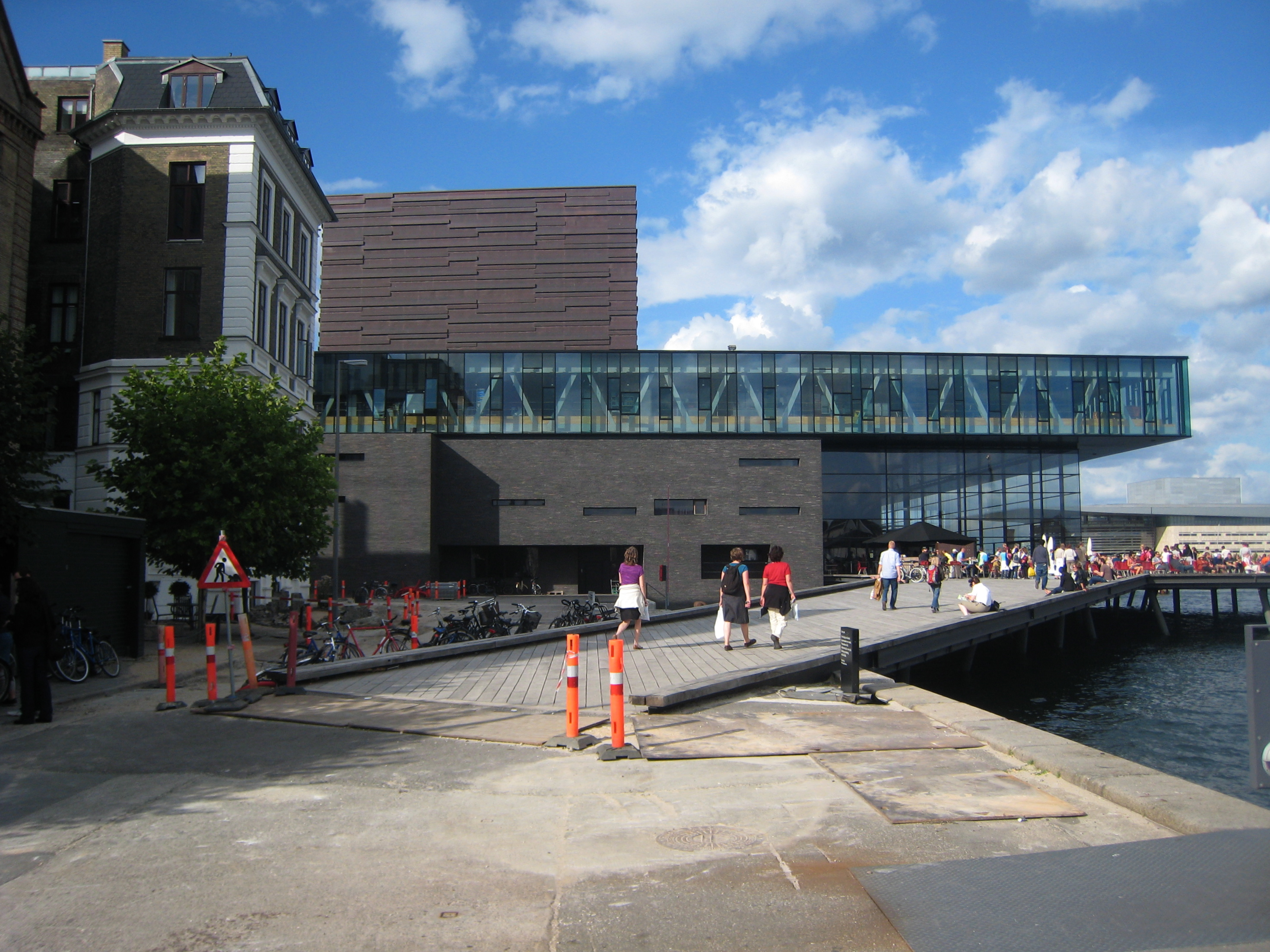
La promenade